# Elefterupoli
Elefterupoli (gr. Ελευθερούπολη; bułg. / mac. Правишта) – miejscowość w północno-wschodniej Grecji, w administracji zdecentralizowanej Macedonia-Tracja, w regionie Macedonia Wschodnia i Tracja, w jednostce regionalnej Kawala, siedziba administracyjna gminy Pangeo. W 2011 roku liczyła 4360 mieszkańców.